# 血まみれ観音
『血まみれ観音』（ちまみれかんのん）は、横溝正史の小説『夜光虫』を原作とする、高階良子による日本の漫画作品。

『なかよし』（講談社）1973年11月号から1974年2月号まで連載された。

## 書誌情報
- 血まみれ観音、初版発行日 1975/7/10